# Інтерактивна журналістика
Інтерактивна журналістика (англ. interactive journalism) — новий тип журналістики, який дозволяє споживачам безпосередньо вносити свій внесок в історію. Завдяки технології Web 2.0 репортери можуть розвинути розмову з аудиторією. Цифрове століття змінило спосіб збору інформації людьми. Газети як єдине джерело новин бачили зниження у зверненні, оскільки люди безкоштовно отримують новини в Інтернеті.

## Історія
Оскільки все більше людей перейшло від споживання новин через традиційні торгові точки, такі як газети і новинні новини, традиційні новинні агентства, що ледве збереглися, прагнули перетворити свій процес звітності, щоб реагувати на бажання і потреби споживачів новин 21-го століття. Ця неминуча зміна методів звітності ґрунтована на універсальному питанні: в основному: «Якщо журналістика поширена у спільноті, але ніхто не звертає на неї уваги, це журналістика? Чи може журналістика існувати без аудиторії?».
У спробі продовжувати виконувати свою роль комунікаторів багато традиційних засобів масової інформації прийняли різні стратегії конвергенції. Новинні компанії занурилися в технологічну конвергенцію. Це ілюструється тим, як газети схиляються не лише до виробництва друкарського контенту, але також використовують відео, графіку, звукові кліпи і соціальні мережі в процесі звітності.
Інтерактивна журналістика дозволяє засобам масової інформації «включати конвергенцію з громадянами, громадськістю». Інтерактивна журналістика розвивалася як спроба перевизначити аудиторію і відновити її. Він має потенціал для перевизначення новин, дозволяючи споживачеві визначити, що має значення для новин. Потім він може стати продюсером і / або редактором новин. Оскільки роль споживача перевизначається завдяки легкому доступу, дозволеному Інтернетом, журналісти також переглядають свої ролі. Інтерактивна журналістика перевизначає ту роль, яку вів медіа-індустрія упродовж віків. Як Дженіс Г'юм пояснює: «Історія Америки написана в оповіданнях про її спільноту, і ЗМІ розповідали про історію громад майже із самого початку».
Проте в XXI столітті проблема для ЗМІ полягає в тому, що спільноти не можуть більше залежати від новин, щоб розповісти свої історії. Замість цього члени спільноти мають широкий спектр онлайн-елементів, таких як блоги, вебсайти і соціальні мережі, для поширення своїх історій. Тому засоби масової інформації були вимушені розширити визначення засобів масової інформації від спілкування «один до багатьох» і «багато до багатьом».
Інтерактивна журналістика нині розробляється і підтримується Яном Шаффером і J-Lab: Інститутом інтерактивної журналістики, з яких Шаффер є виконавчим директором в Університеті штату Меріленд. J-Lab є наступником роботи Шаффера, очолюваної Центром Pew для цивільної журналістики. Премії Knight — Batten від J-Lab за інновації в журналістиці відмічають новини і інформацію, які є більш ніж мультимедійною журналістикою, і заохочують нові зусилля, спрямовані на активне залучення громадян до публічних питань, запрошувати їх участь і створювати точки входу, які стимулюють їх уяву і участь. 2007 Гран-прі був присуджений techpresident.com. Ще один підхід до інтерактивної журналістики знаходиться в розробці в Школі журналістики Дональда В. Рейнольдса, в Університеті Невади, Рено, у рамках програми «Інтерактивна екологічна журналістика».